# Festival de la Cançó d'Eurovisió 2010

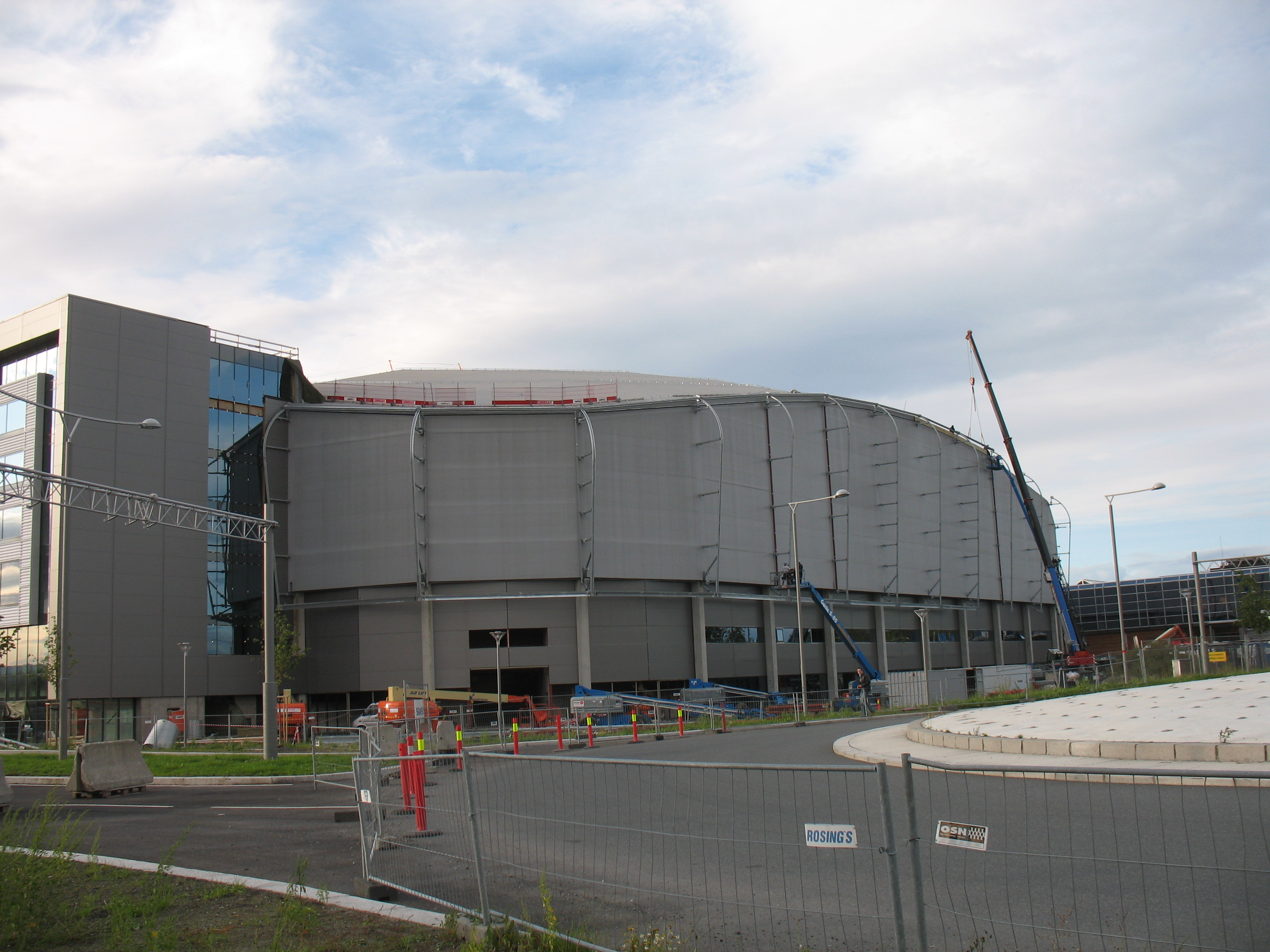
El Fornebu Arena també conegut com a Telenor Arena, seu del Festival de 2010.

El Festival de la Cançó d'Eurovisió 2010 va ser la 55a edició d'aquest esdeveniment musical i es va realitzar el 25, 27 i 29 de maig de 2010, a Oslo (Noruega). El país nòrdic va acollir aquesta edició gràcies al fet que el seu representant Alexander Rybak va guanyar l'edició de 2009 a Moscou amb la cançó Fairytale.
Com a novetats destacades en el format d'aquesta edició, el vot de cada estat participant, tant en la final com en les dues semifinals, es va decidir amb un 50% entre els jurats d'experts de cada país i un 50% el televot popular. A més, el televot dels espectadors es va poder exercir durant tota la durada de les dues semifinals i de la final, i no només als darrers quinze minuts de recordatori com es feia fins al 2009.
La televisió pública noruega NRK, organitzadora de l'esdeveniment, va fer servir com a seu el Fornebu Arena (anteriorment conegut com a Telenor Arena), ubicat a Bærum, a l'àrea metropolitana de la capital, Oslo.
El pressupost estimat per finançar el Festival va ser finalment d'uns 24 milions d'euros. Si bé aquesta xifra és inferior a la del Festival de 2009, superà àmpliament la de l'edició de 2007, per exemple.

## Països participants

Països participants que es van classificar per a la final.
Països participants que no es van classificar per a la final.
Països que hi van participar al passat però no el 2010.

La següent taula mostra la llista publicada per la UER el 31 de desembre de 2009 amb els 39 participants confirmats per a l'edició del 2010. Posteriorment, el 7 de febrer de 2010 es va dur a terme el sorteig per tal d'assignar els participants a cadascuna de les dues semifinals: 
| País membre          | Ens televisiu | Selecció per a Eurovisió 2010 | Candidats proposats                                                                                             |
| -------------------- | --- | --- | --- |
| Albània              | RTVSh (Radio Televizioni Shqiptar) - Participa a la semifinal 1                                                              | Un cop més, el representant albanès va ser el guanyador del tradicional Festivali i Këngës, que té lloc cada desembre des de fa quasi mig segle. La final d'aquesta edició va tindre lloc el 27 de desembre de 2009. | Juliana Pasha representà Albània al Festival de 2010 amb la cançó It's all about you.                           |
| Alemanya             | ARD (Arbeitsgemeinschaft er öffentlich-rechtlichen Rundfunkanstalten der Bundesrepublik Deutschland) - Vota a la semifinal 1 | La televisió alemanya va anunciar un nou format de preselecció oberta pel Festival de 2010, similar a l'emprat el 2009 per la BBC. El popular músic i showman Stefan Raab va ser l'encarregat de presidir el jurat que va seleccionar vint aspirants; els candidats escollits competiren a la fase final, anomenada Unser Star für Oslo, per convertir-se en el representant alemany al Festival de 2010. La final va tindre lloc el 12 de març de 2010. | Lena representà Alemanya al Festival de 2010 amb la cançó Satellite.                                            |
| Armènia              | ARMTV (Armenian Television) - Participa a la semifinal 2                                                                     | La televisió armènia va manifestar que el desembre de 2009 decidirien si utilitzaven una preselecció oberta o bé optaven per escollir el seu representant internament. Després de conèixer que la UER no sancionaria a la ITV azeriana per la controvèrsia respecte a un possible boicot vel·lat contra la representació armènia al Festival de 2009, l'ARMTV va declarar estar-se plantejant una possible retirada com a protesta per la inacció de la UER en aquest cas; finalment, però, l'ens va decidir confirmar la seva participació i va organitzar de nou una preselecció oberta per escollir el seu representant a Oslo. Aquesta va tindre lloc el 14 de febrer de 2010. | Eva Rivas representà Armènia al Festival de 2010 amb la cançó Apricot stone.                                    |
| Azerbaidjan          | ITV (Ictimai Televiziya) - Participa a la semifinal 2                                                                        | La ITV va obrir dues convocatòries, una pels artistes i una altra pels compositors, perquè enviessin les seves candidatures a representar Azerbaidjan al Festival de 2010. En una primera tria, el jurat de l'ens azerià va seleccionar 40 artistes, i posteriorment, la ITV va anunciar els sis semifinalistes escollits. Aquests participaren en un concert especial que va retransmetre la televisió azeriana el 2 de febrer de 2010, al final del qual es varen anunciar els tres finalistes que optaven a representar Azerbaidjan al Festival de 2010. La final va tindre lloc el 2 de març de 2010; la guanyadora va ser decidida exclusivament per un jurat de la cadena. La cançó escollida es va anunciar el 18 de març de 2010. | Safure representà Azerbaidjan al Festival de 2010 amb la cançó Drip drop.                                       |
| Bèlgica              | VRT (Vlaamse Radio- en Televisieomroep) - Participa a la semifinal 1                                                         | L'ens flamenc VRT va prendre el relleu de la televisió francòfona RTBF quant a l'organització de la preselecció belga. En aquesta ocasió, la televisió flamenca va realitzar una elecció interna, en comptes del seu tradicional format de preselecció oberta; així, el 25 de novembre de 2009 va anunciar l'artista escollit per representar Bèlgica al Festival. La cançó va ser escollida internament per un jurat de la VRT i presentada públicament el 7 de març de 2010. | Tom Dice representà Bèlgica al Festival de 2010 amb la cançó Me and my guitar.                                  |
| Belarús              | BTRC (Belaruskaja Tele-Radio Campanjia) - Participa a la semifinal 1                                                         | El president del país, Aleksandr Lukashenko, va manifestar que substituiria l'equip responsable de la representació belarussa per l'any vinent, a causa dels pobres resultats assolits a Moscou. La idea inicial era que un altre ens públic, anomenat ONT, fos acceptat com a membre actiu per la UER, i llavors el govern belarús li traspassaria els drets de participació del Festival que actualment posseeix la BTRC. L'ONT fins i tot va engegar un càsting per escollir les cançons candidates a representar Belarús el 2010, emprant un format de preselecció multigala anomenat Musical Court; però finalment la UER no va acceptar l'ONT com a nou membre actiu i, per tant, la BTRC va haver de reprendre la responsabilitat d'escollir el representant belarús a Oslo, procediment que ja va anunciar que faria internament mitjançant un jurat professional. El 25 de febrer de 2010 l'ens va anunciar el grup i la cançó escollides finalment; el 19 de març de 2010 es va presentar una nova cançó per substituir l'escollida en un primer moment.                                 | 3 + 2 representaren Belarús al Festival de 2010 amb la cançó Butterflies.                                       |
| Bòsnia i Hercegovina | BHRT (Radiotelevizija Bosne i Hercegovine) - Participa a la semifinal 1                                                      | La BHRT va designar un jurat professional per valorar les propostes rebudes per la cadena i van escollir un cop més el seu representant internament. El nom de l'artista triat i el títol de la cançó es van anunciar l'11 de gener de 2010; el representant bosnià va presentar públicament la cançó escollida el 14 de març de 2010 durant el show televisat BH Eurosong '10. | Vukašin Brajić representà Bòsnia i Hercegovina al Festival de 2010 amb la cançó Thunder and lightning.          |
| Bulgària             | BNT (Bâlgarska Nationalna Televizija) - Participa a la semifinal 2                                                           | La televisió búlgara va escollir internament el seu representant al Festival de 2010, el qual va ser anunciat el 18 d'octubre de 2009. Posteriorment, l'ens va organitzar una preselecció el 28 de febrer de 2010, on l'artista va interpretar cinc cançons produïdes per la mateixa BNT; el públic búlgar va escollir-ne la guanyadora via televot. | Miro representà Bulgària al Festival de 2010 amb la cançó Angel si ti.                                          |
| Croàcia              | HRT (Hrvatska Radiotelevizija) - Participa a la semifinal 2                                                                  | La televisió croata va repetir el seu format de preselecció habitual anomenat DORA. La final va tindre lloc el 6 de març de 2010. | Feminnem representaren Croàcia al Festival de 2010 amb la cançó Lako je sve.                                    |
| Dinamarca            | DR (Danmarks Radio) - Participa a la semifinal 2                                                                             | La DR va tornar a organitzar del seu habitual festival de preselecció anomenat Melodi Grand Prix. La final d'aquest festival va tindre lloc el 6 de febrer de 2010. | Chanée & N'evergreen representaren Dinamarca al Festival de 2010 amb la cançó In a moment like this.            |
| Eslovàquia           | STV (Slovenská Televízia) - Participa a la semifinal 1                                                                       | La televisió eslovaca va obrir una convocatòria per rebre propostes dels aspirants a representar el país al Festival de 2010. Un cop avaluat el nombre de cançons rebudes, la STV va organitzar diverses semifinals de la seva preselecció televisada anomenada Eurosong. La final va tindre lloc el 27 de febrer de 2010. | Kristína Pelakova representà Eslovàquia al Festival de 2010 amb la cançó Horehronie.                            |
| Eslovènia            | RTVSLO (Radiotelevizija Slovenija) - Participa a la semifinal 2                                                              | La televisió eslovena ha engegat la convocatòria de propostes per a la seva preselecció habitual anomenada EMA. En aquesta ocasió, la cançó guanyadora havia d'interpretar-se obligatòriament en llengua eslovena. La final de l'EMA va tindre lloc el 21 de febrer de 2010. | Ansambel Žlindra & Kalamari representaren Eslovènia al Festival de 2010 amb la cançó Narodnozabavni rock.       |
| Espanya              | TVE (Televisión Española) - Vota a la semifinal 1                                                                            | TVE va tornar a organitzar una preselecció oberta i online, anomenada aquest cop Tu país te necesita, per escollir el seu representant al Festival de 2010. La gala final, anomenada Destino Oslo, va tindre lloc el 22 de febrer de 2010. | Daniel Diges representà Espanya al Festival de 2010 amb la cançó Algo pequeñito.                                |
| Estònia              | ERR (Eesti Rahvusringhääling) - Participa a la semifinal 1                                                                   | L'ens públic d'Estònia va anunciar una retallada del seu pressupost anual en un 7%, i va avançar que podria retirar-se del Festival degut a la manca de finançament. Finalment, gràcies a la col·laboració de la fundació EAS, l'ERR va confirmar que podria participar en el Festival de 2010 i que tornarien a organitzar el seu popular certamen de preselecció, anomenat Eesti Laul, el 12 de març de 2010. | Malcolm Lincoln representà Estònia al Festival de 2010 amb la cançó Siren.                                      |
| Finlàndia            | YLE (Yleisradio) - Participa a la semifinal 1                                                                                | La YLE va modificar el seu sistema de preselecció televisada anomenat Eurovisuut, introduint una quota de cançons escollides pels internautes, a més de les dels artistes convidats a l'acte. La final va tindre lloc el 30 de gener de 2010. | Kuunkuiskaajat representà Finlàndia al Festival de 2010 amb la cançó Työlki ellää.                              |
| França               | France Télévisions - Vota a la semifinal 1                                                                                   | La televisió francesa va confirmar la seva presència al Festival i va ratificar un cop més a Bruno Berberes com a cap del projecte eurovisiu francès. Aquest va confirmar que es duria a terme una elecció interna entre reconeguts artistes o grups francesos, en línia amb el mateix procediment emprat al 2009. El 19 de febrer de 2010 es va confirmar l'artista escollit i el 19 de març de 2010 es va revelar la cançó que interpretaria al Festival. | Jessy Matador representà França al Festival de 2010 amb la cançó Allez ola olé.                                 |
| Geòrgia              | GPB (Georgian Public Broadcasting) - Participa a la semifinal 2                                                              | La GPB va confirmar les seves intencions de participar en el Festival de 2010, després que la UER desqualifiqués la cançó triada el 2009, ja que considerava inacceptables les seves al·lusions polítiques. L'ens va optar per realitzar una elecció interna, i va anunciar l'artista escollida el 16 de gener de 2010. Posteriorment, es va dur a terme una preselecció televisada el 27 de febrer de 2010, on la cantant va interpretar sis cançons, i un jurat més el televot del públic va decidir quina d'aquestes seria la triada pel Festival de 2010. | Sofia Nizharadze representà Geòrgia al Festival de 2010 amb la cançó Shine.                                     |
| Grècia               | ERT (Elliniki Radiophonia Tileorassi) - Participa a la semifinal 1                                                           | La televisió grega va confirmar la seva presència al Festival de 2010 i va anunciar que reprendria el sistema de preselecció televisada emprat el 2007 i 2008 en comptes de fer una selecció interna com va fer el 2009. La final va tindre lloc el 12 de març de 2010 i va comptar amb diversos artistes convidats per l'ERT. | Giorgos Alkaios & Friends representaren Grècia al Festival de 2010 amb la cançó Opa.                            |
| Irlanda              | RTÉ (Radio Telefís Éireann) - Participa a la semifinal 2                                                                     | La RTÉ organitzà de nou la seva preselecció televisada anomenada Eurosong per escollir el seu representant a Oslo. Aquesta es va dur a terme dins d'un especial del programa The Late Late Show que es va emetre el 5 de març de 2010. | Niamh Kavanagh representà Irlanda al Festival de 2010 amb la cançó It's for you.                                |
| Islàndia             | RUV (Ríkisútvarpid) - Participa a la semifinal 1                                                                             | L'ens islandès va organitzar de nou el seu habitual certamen de preselecció anomenat Söngvakeppni Sjónvarpsins. La final es va dur a terme el 6 de febrer de 2010. | Hera Björk representà Islàndia al Festival de 2010 amb la cançó Je ne sais quoi.                                |
| Israel               | IBA (Israel Broadcasting Authority) - Participa a la semifinal 2                                                             | La IBA va realitzar finalment una selecció interna del cantant, el qual va ser anunciat oficialment el 29 de desembre de 2009. Aquest cop, la IBA tornava a col·laborar amb l'ens privat Reshet, com ja va fer el 2008, per organitzar la preselecció, anomenada K-dam, on l'artista escollit va interpretar quatre cançons candidates a representar el país a Oslo. Aquesta va tindre lloc el 15 de març de 2010. | Harel Skaat representà Israel al Festival de 2010 amb la cançó Milim (Words).                                   |
| Letònia              | LTV (Latvijas Televizija) - Participa a la semifinal 1                                                                       | El director de la televisió letona va confirmar que l'ens tornaria a organitzar a Ventspils el seu habitual festival de preselecció anomenat Eirodziesma. La final es va dur a terme el 27 de febrer de 2010. | Aisha representà Letònia al Festival de 2010 amb la cançó What for.                                             |
| Lituània             | LRT (Lietuvos Radijas ir Televizija) - Participa a la semifinal 2                                                            | La Lietuvos Radijas ir Televizija, tot i que va anunciar la seva retirada oficialment, va manifestar el seu desig de trobar a temps el suficient finançament per poder reincorporar-se a l'event. Finalment, la UER la va incloure a la llista definitiva de participants del Festival de 2010, després que l'ens aconseguís el patrocini de la companyia Teo LT. La televisió lituana va anunciar posteriorment que tornaria a organitzar una preselecció oberta, la final de la qual va tindre lloc el 4 de març de 2010. | InCulto representà Lituània al Festival de 2010 amb la cançó East European funk.                                |
| ARI de Macedònia     | MRT (Makedonska Radio Televizija) - Participa a la semifinal 1                                                               | La televisió macedònia va manifestar la seva disconformitat amb el funcionament de les semifinals a les edicions de 2008 i 2009, ja que en ambdues ocasions els representants macedonis van finalitzar en desena posició, però no van ser escollits pels jurats d'experts; per aquesta raó, la Makedonska Radio Televizija va amenaçar a la UER amb retirar-se si no hi s'introduïen canvis al sistema de vot que s'aplicava a les semifinals. Un cop aquest sistema va estar modificat pel 2010, la Makedonska Radio Televizija va confirmar la seva participació al Festival, repetint el sistema que havia emprat els darrers anys, la preselecció oberta anomenada Skopje 2010. La final es va dur a terme el 20 de febrer de 2010. | Gjoko Taneski representà l'ARI de Macedònia al Festival de 2010 amb la cançó Jas ja imam silata.                |
| Malta                | PBS Malta (Public Broadcasting Services / Television Malta) - Participa a la semifinal 1                                     | La televisió maltesa va anunciar que duria a terme un cop més la seva preselecció televisada anomenada Eurosong, però introduint alguns canvis com la prohibició de presentar cançons de compositors estrangers. La preselecció es va emetre dins del programa d'entreteniment L-Isfida; la final va tindre lloc el 20 de febrer de 2010. | Thea Garrett representà Malta al Festival de 2010 amb la cançó My dream.                                        |
| Moldàvia             | TRM (Teleradio Moldova) - Participa a la semifinal 1                                                                         | La TRM va confirmar la seva participació al Festival i va apuntar que tornaria a realitzar una preselecció oberta, celebrada el 6 de març de 2010, anomenada aquest cop O Melodie pentru Europa. | Sunstroke Project & Olia Tira representaren Moldàvia al Festival de 2010 amb la cançó Run away.                 |
| Noruega              | NRK (Norsk Rikskringkasting) - Vota a la semifinal 2                                                                         | Noruega va ser l'amfitriona de l'edició de 2010. La NRK va organitzar de nou el seu habitual festival de preselecció, conegut com a Melodi Grand Prix; la final va tindre lloc el 6 de febrer de 2010. | Didrik Solli-Tangen representà Noruega al Festival de 2010 amb la cançó My heart is yours.                      |
| Països Baixos        | TROS (Televisie Radio Omroep Stichting) - Participa a la semifinal 2                                                         | La cadena pública NOS, que s'havia encarregat els darrers anys de retransmetre el Festival, va cedir els drets a un altre ens públic neerlandès, la TROS. Aquest ens realitzà una preselecció televisada, anomenada Nationaal Songfestival, on participaren cinc grups o cantants novells apadrinats per cinc cantants famosos; la cançó va ser escrita pel famós compositor Pierre Kartner, autor de la cançó dels Barrufets, així com de la cançó que ja va defensar Ben Cramer al Festival de 1973. A més, i per primer cop des que l'UER va introduir la llibertat d'idioma el 1999, la cançó seria interpretada en neerlandès. La final del Nationaal Songfestival va ser el 7 de febrer de 2010, tot i que la cançó ja va ser presentada pel mateix compositor el 18 de desembre de 2009. | Sieneke representà els Països Baixos al Festival de 2010 amb la cançó Ik ben verliefd (Sha-la-lie).             |
| Polònia              | TVP (Telewizja Polska) - Participa a la semifinal 1                                                                          | La TVP va tornar a emprar el format de preselecció oberta televisada, anomenat aquest cop Krajowe Eliminacje; com a novetat, en aquest esdeveniment no es va permetre el concurs d'artistes estrangers. La final va tindre lloc el 14 de febrer de 2010. | Marcin Mroziński representà Polònia al Festival de 2010 amb la cançó Legenda.                                   |
| Portugal             | RTP (Radiotelevisão Portuguesa) - Participa a la semifinal 1                                                                 | La RTP va confirmar que tornaria a organitzar la seva preselecció habitual, anomenada Festival da Canção, per escollir el representant portuguès pel Festival de 2010. La final va tindre lloc el 6 de març de 2010. | Filipa Azevedo representà Portugal al Festival de 2010 amb la cançó Há dias assim.                              |
| Regne Unit           | BBC (British Broadcasting Corporation) - Vota a la semifinal 2                                                               | La BBC va confirmar que un altre compositor d'èxit, en aquest cas Pete Waterman, compondria la cançó britànica pel Festival de 2010, emprant així el mateix procediment que l'utilitzat el 2009, el show anomenat Your country needs you, encara que aquest cop només va constar d'una única gala. Aquesta va tindre lloc el 12 de març de 2010. | Josh representà el Regne Unit al Festival de 2010 amb la cançó That sounds good to me.                          |
| Romania              | TVR (Televiziunea Româna) - Participa a la semifinal 2                                                                       | La TVR va organitzar una preselecció d'una única gala el 6 de març de 2010. | Paula Seling & Ovi representaren Romania al Festival de 2010 amb la cançó Playing with fire.                    |
| Rússia               | Rússia 1 (Radio Telekanal Rossija) - Participa a la semifinal 1                                                              | Rússia va realitzar aquest cop una preselecció oberta, anomenada Evrovidenie-2010, similar a la realitzada pel Festival de 2008. La final va tindre lloc el 7 de març de 2010. | Peter Nalitch & Friends representaren Rússia al Festival de 2010 amb la cançó Lost and forgotten.               |
| Sèrbia               | RTS (Radiotelevizija Srbije) - Participa a la semifinal 1                                                                    | La RTS va confirmar la seva participació al Festival de 2010, però va decidir no emprar el seu habitual certamen de preselecció anomenat Beovizija i va optar per un nou format similar a l'utilitzat per la BBC al 2009, és a dir, convidar un compositor famós, en aquest cas Goran Bregović, perquè escrigués tres cançons que optaren a representar el país a Oslo, i després escollir un intèrpret d'entre tres candidats triats pel mateix compositor amb l'aprovació de l'ens serbi. Aquests van competir en un eesdeveniment que va televisar la RTS el 13 de març de 2010. | Milan Stanković representà Sèrbia al Festival de 2010 amb la cançó Ovo je Balkan.                               |
| Suècia               | SVT (Sveriges Television) - Participa a la semifinal 2                                                                       | L'ens suec va organitzar un cop més el seu històric i popular festival de preselecció anomenat Melodifestivalen, la final del qual va tindre lloc el 13 de març de 2010. | Anna Bergendahl representà Suècia al Festival de 2010 amb la cançó This is my life.                             |
| Suïssa               | SF (Schweizer Fernsehen) - Participa a la semifinal 2                                                                        | La televisió suïssa va publicar una convocatòria perquè els artistes interessats en participar en el Festival de 2010 hi enviessin les seves propostes, que serien avaluades internament per un jurat d'experts. L'intèrpret escollit i el títol de la cançó es van anunciar el 18 de desembre de 2009; la cançó triada es va presentar públicament el 9 de gener de 2010. | Michael von der Heide representà Suïssa al Festival de 2010 amb la cançó Il pleut de l'or.                      |
| Turquia              | TRT (Türkiye Radyo-Televizyon) - Participa a la semifinal 2                                                                  | L'ens turc tornarà a seleccionar internament el seu representant al Festival de 2010. De tota manera, aquesta vegada va organitzar una enquesta online entre el públic turc per conèixer els seus artistes favorits per representar Turquia al Festival de 2010. Finalment, el 12 de gener de 2010 la cadena turca va anunciar oficialment el grup escollit; la cançó triada es va presentar públicament el 3 de març de 2010. | MaNga representaren Turquia al Festival de 2010 amb la cançó We could be the same.                              |
| Ucraïna              | Companyia Nacional de Televisió Ucraïnesa (NTU, Natsionalna Telekompanija Ukraïny) - Participa a la semifinal 2              | La Companyia Nacional de Televisió Ucraïnesa va confirmar les seves intencions de participar el 2010, escollint aquest cop el seu representant internament. Així doncs, Vasyl Lazarovich va ser anunciat oficialment el 29 de desembre de 2009 com a representant ucraïnès; el mateix dia l'ens públic va obrir la convocatòria per rebre propostes per a la cançó que l'artista triat interpretaria al Festival, essent escollida I love you durant una preselecció televisada el 6 de març de 2010. Però coincidint amb el canvi de president al país, un grup d'artistes, medis i altres entitats van pressionar el nou gabinet per forçar un canvi en la direcció de la NTU que fes possible revocar l'elecció interna de Vasyl Lazarovich. Això finalment va succeir i la nova cúpula de la televisió ucraïnesa va anunciar una nova preselecció oberta a tots els artistes del país, la final de la qual va tindre lloc el 20 de març de 2010. La cançó guanyadora no complia amb les normes de la UER, i per això es va reemplaçar per un nou tema que es va lliurar el 24 de març de 2010. | Alyosha representà Ucraïna al Festival de 2010 amb la cançó Sweet people.                                       |
| Xipre                | CyBC (Cyprus Broadcasting Corporation) - Participa a la semifinal 2                                                          | La televisió xipriota va tornar a organitzar una preselecció oberta i televisada, com al 2008 i 2009. La final va tindre lloc el 7 de febrer de 2010. | Jon Lilygreen & the Islanders representaren Xipre al Festival de 2010 amb la cançó Life looks better in spring. |

Altres membres de la UER que no hi participen
- Andorra : El director general de la RTVA va declarar que el pressupost de l'ens es reduiria un 10% de cara a l'exercici de l'any 2010, el que probablement significaria una retirada temporal del Festival degut a la manca de fons. El 14 de novembre de 2009 la televisió andorrana va anunciar que s'havia preinscrit pel Festival de 2010 tot i que encara no disposaven del pressupost per poder participar-hi; la decisió final de retirar-se del Festival de 2010 es va anunciar l'11 de desembre de 2009, però deixant la porta oberta a participar de nou en el futur.
- Àustria : L'ORF no participava en el Festival des de 2007. Segons el seu director de programació, Wolfgang Lorenz, l'absència un cop més del país alpí es deu als elevats costos de participació i a les complexes regles de participació que fan que les possibilitats que Àustria es qualifiqui per a la final siguin molt reduïdes, segons l'ens públic.
- Hongria : El 22 d'octubre de 2009 la televisió hongaresa MTV va anunciar que no podria participar en el Festival de 2010 degut a la severa retallada del seu pressupost, a causa dels problemes financers que pateix l'ens públic. Considerant la greu situació, la UER va advertir seriosament al govern d'Hongria de deixar la MTV sense capacitat de donar els serveis adients als ciutadans del país centreuropeu.
- Itàlia : La RAI no participava des de 1997, malgrat els esforços de la UER perquè es reincorporés al Festival.
- Luxemburg : L'1 de setembre de 2009 la RTL va anunciar que estava considerant el seu retorn al Festival després d'una absència de disset anys, però que prendria una decisió definitiva sobre la seva participació en funció del pressupost disponible. El 21 de setembre de 2009 la televisió luxemburguesa va anunciar que declinava continuar amb el projecte de retorn al Festival.
- Mònaco : La TMC va declinar retornar al Festival (no hi participa des de 2006) a causa del fet que el govern del Principat no vol assumir els costos de participació de la seva televisió pública.
- Montenegro: La RTCG va decidir no participar en l'edició de 2010 per raons econòmiques.
- Txèquia : Els directius de la CT van anunciar al juliol de 2009 la seva decisió de retirar-se del Festival a causa del pobre interès que aquest event desperta entre el públic txec i als pobres resultats assolits per la República Txeca des que va debutar al 2007.
- San Marino : La SMRTV va valorar el retorn de San Marino al Festival de 2010, després que el país no participés el 2009 per problemes de pressupost. Tot i haver-se preinscrit al Festival, la direcció de l'ens va decidir finalment no participar-hi per manca de pressupost.
- Els membres restants actius de la UER (Marroc, Algèria, Tunísia, Líbia, Egipte, Jordània i el Líban) no han participat mai al Festival (excepte el Marroc el 1980) i tampoc han mostrat un veritable interès per fer-ho, per raons culturals, polítiques i econòmiques.

L'ens televisiu 1FLTV, única televisió que opera amb seu a Liechtenstein, va anunciar la seva candidatura com a nou membre actiu de la UER, la qual cosa permetria a aquest país participar en el Festival de 2010. Finalment, degut a la manca de finançament, la seva directiva va acordar posposar el seu eventual debut pel 2011.

## Resultats

### Primera semifinal. 25 de maig de 2010
| Nº | País                 | Intèrpret(s)                  | Cançó                             | Posició | Pts |
| -- | -------------------- | ----------------------------- | --------------------------------- | ------- | --- |
| 01 | Moldàvia             | Sunstroke Project & Olia Tira | Run Away                          | 10      | 52  |
| 02 | Rússia               | Peter Nalitch                 | Lost and forgotten                | 7       | 74  |
| 03 | Estònia              | Malcolm Lincoln               | Siren                             | 14      | 39  |
| 04 | Belarús              | 3+2 i Robert Wells            | Butterflies                       | 9       | 59  |
| 05 | Finlàndia            | Kuunkuiskaajat                | Työlki ellää                      | 11      | 49  |
| 06 | Letònia              | Aisha                         | What for? (only Mr God knows why) | 17      | 11  |
| 07 | Sèrbia               | Milan Stanković               | Ovo je Balkan                     | 5       | 79  |
| 08 | Bòsnia i Hercegovina | Vukasin Brajic                | Thunder and lightning             | 8       | 59  |
| 09 | Polònia              | Marcin Mroziński              | Legenda                           | 13      | 44  |
| 10 | Bèlgica              | Tom Dice                      | Me and my guitar                  | 1       | 167 |
| 11 | Eslovàquia           | Kristína                      | Horehronie                        | 16      | 24  |
| 12 | Albània              | Juliana Pasha                 | It's all about you                | 6       | 76  |
| 13 | Grècia               | Giorgos Alkaios               | OPA!                              | 2       | 133 |
| 14 | Portugal             | Filipa Azevedo                | Há dias assim                     | 4       | 89  |
| 15 | ARI de Macedònia     | Gjoko Taneski                 | Jas ja imam silata                | 15      | 37  |
| 16 | Malta                | Thea Garret                   | My dream                          | 12      | 45  |
| 17 | Islàndia             | Hera Björk                    | Je ne sais quoi                   | 3       | 123 |

### Segona semifinal. 27 de maig de 2010
| Nº | País          | Intèrpret(s)                  | Cançó                        | Posició | Pts |
| -- | ------------- | ----------------------------- | ---------------------------- | ------- | --- |
| 01 | Lituània      | InCulto                       | East European Funk           | 12      | 44  |
| 02 | Armènia       | Eva Rivas                     | Apricot stone                | 6       | 83  |
| 03 | Israel        | Harel Skaat                   | Milim                        | 8       | 71  |
| 04 | Romania       | Paula Seling & Ovi            | Playing with fire            | 4       | 104 |
| 05 | Suïssa        | Michael von der Heide         | Il pleut de l'or             | 17      | 2   |
| 06 | Suècia        | Anna Bergendahl               | This is my life              | 11      | 62  |
| 07 | Azerbaidjan   | Safura Alizade                | Drip drop                    | 2       | 113 |
| 08 | Ucraïna       | Alyosha                       | Sweet people                 | 7       | 77  |
| 09 | Països Baixos | Sieneke                       | Ik ben verliefd (Sha-la-lie) | 14      | 29  |
| 10 | Dinamarca     | Chanée & N'evergreen          | In a moment like this        | 5       | 101 |
| 11 | Bulgària      | Miro                          | Angel si ti                  | 15      | 19  |
| 12 | Eslovènia     | Roka Žlindre & Kalamari       | Narodno Zabavni Rock         | 16      | 6   |
| 13 | Irlanda       | Niamh Kavanagh                | It's for you                 | 9       | 67  |
| 14 | Xipre         | Jon Lilygreen & The Islanders | Life looks better in spring  | 10      | 67  |
| 15 | Croàcia       | Feminnem                      | Lako je sve                  | 13      | 33  |
| 16 | Geòrgia       | Sopho Nizharadze              | Shine                        | 3       | 106 |
| 17 | Turquia       | maNga                         | We could be the same         | 1       | 118 |

### Final. 29 de maig de 2010
| Núm. | Estat                | Intèrpret(s)                  | Cançó                       | Posició | Pts |
| ---- | -------------------- | ----------------------------- | --------------------------- | ------- | --- |
| 01   | Azerbaidjan          | Safura Alizade                | Drip drop                   | 5       | 145 |
| 02   | Espanya              | Daniel Diges                  | Algo pequeñito              | 15      | 140 |
| 03   | Noruega              | Didrik Solli-Tangen           | My heart is yours           | 20      | 35  |
| 04   | Moldàvia             | Sunstroke Project & Olia Tira | Run away                    | 22      | 27  |
| 05   | Xipre                | Jon Lilygreen & The Islanders | Life looks better in spring | 21      | 27  |
| 06   | Bòsnia i Hercegovina | Vukasin Brajic                | Thunder and lightning       | 17      | 51  |
| 07   | Bèlgica              | Tom Dice                      | Me and my guitar            | 6       | 143 |
| 08   | Sèrbia               | Milan Stanković               | Ovo je Balkan               | 13      | 72  |
| 09   | Belarús              | 3+2 i Robert Wells            | Butterflies                 | 24      | 18  |
| 10   | Irlanda              | Niamh Kavanagh                | It's for you                | 23      | 25  |
| 11   | Grècia               | Giorgos Alkaios               | OPA!                        | 8       | 68  |
| 12   | Regne Unit           | Josh Dubovie                  | That sounds good to me      | 25      | 10  |
| 13   | Geòrgia              | Sopho Nizharadze              | Shine                       | 9       | 138 |
| 14   | Turquia              | maNga                         | We could be the same        | 2       | 170 |
| 15   | Albània              | Juliana Pasha                 | It's all about you          | 16      | 62  |
| 16   | Islàndia             | Hera Björk                    | Je ne sais quoi             | 19      | 41  |
| 17   | Ucraïna              | Alyosha                       | Sweet people                | 10      | 108 |
| 18   | França               | Jessy Matador                 | Allez! Ola! Olé!            | 12      | 82  |
| 19   | Romania              | Paula Seling & Ovi            | Playing with fire           | 3       | 162 |
| 20   | Rússia               | Peter Nalitch                 | Lost and forgotten          | 11      | 90  |
| 21   | Armènia              | Eva Rivas                     | Apricot stone               | 7       | 141 |
| 22   | Alemanya             | Lena Meyer-Landrut            | Satellite                   | 1       | 246 |
| 23   | Portugal             | Filipa Azevedo                | Há dias assim               | 18      | 43  |
| 24   | Israel               | Harel Skaat                   | Milim                       | 14      | 71  |
| 25   | Dinamarca            | Chanée & N'evergreen          | In a moment like this       | 4       | 149 |

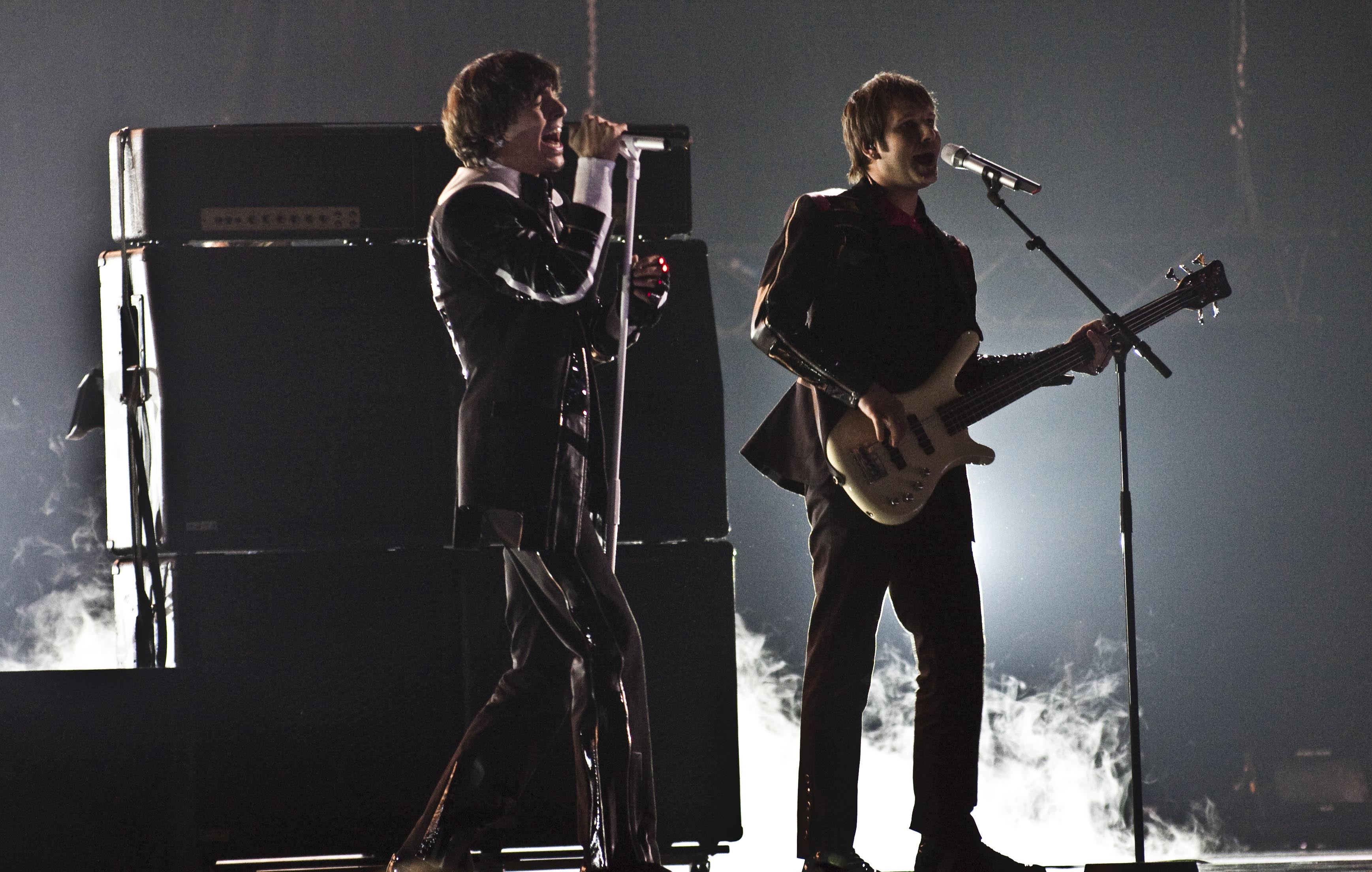
maNga va aconseguir la 2a posició amb 170 punts amb la cançó "We could be the same".
TUR

El cantant espanyol Daniel Diges va haver de repetir la seva actuació, després de Dinamarca, degut a l'aparició de l'espontani Jimmy Jump durant la seva primera actuació.

## Taula de vots
| Participants | Azerbaidjan          | 145 |    |    |    | 6  | 5  | 7  | 12 |    | 10 | 2  |    | 3  |    |    | 8  |    | 1  | 4  | 3  | 7  | 2  |    | 12 | 7  | 7  | 8  |    |    | 8  |    |    |    | 7  |    | 2  |    | 12 | 12 |    |
| Participants | Espanya              | 68  | 7  | 7  |    |    | 1  |    | 2  |    |    |    |    |    | 4  |    | 2  |    |    |    |    | 1  | 5  | 8  |    | 4  |    |    | 12 | 2  | 4  |    |    | 5  |    |    |    |    |    | 4  |    |
| Participants | Noruega              | 35  |    | 2  |    |    |    |    |    |    |    | 5  | 7  |    |    |    | 6  |    |    |    | 2  |    |    |    | 3  |    |    |    | 3  |    |    |    | 3  |    |    | 4  |    |    |    |    |    |
| Participants | Moldàvia             | 27  |    |    | 6  | 4  |    |    |    |    |    |    |    |    |    |    | 1  |    |    |    |    |    |    |    |    |    |    |    | 6  | 10 |    |    |    |    |    |    |    |    |    |    |    |
| Participants | Xipre                | 27  |    |    |    |    |    |    | 4  | 4  |    | 1  |    |    |    |    |    |    | 12 |    |    |    |    | 1  |    |    |    |    |    |    |    |    | 2  |    |    | 3  |    |    |    |    |    |
| Participants | Bòsnia i Hercegovina | 51  | 6  |    |    |    |    |    |    | 10 |    |    |    | 6  |    | 5  |    |    |    |    |    |    |    |    |    |    |    |    |    |    |    | 12 |    | 4  |    |    |    |    | 8  |    |    |
| Participants | Bèlgica              | 143 |    |    |    |    |    |    |    |    |    | 10 | 3  |    | 6  | 7  |    | 12 | 6  | 10 | 10 |    | 4  | 7  | 10 |    | 3  | 10 | 5  | 4  | 5  | 5  | 10 |    |    | 2  | 7  | 6  |    | 1  |    |
| Participants | Sèrbia               | 72  | 3  |    |    |    |    | 12 |    | 8  | 1  |    |    | 7  |    | 10 |    | 5  |    |    |    |    |    |    |    |    |    |    |    |    |    |    |    | 8  |    | 7  | 10 | 1  |    |    |    |
| Participants | Belarús              | 18  |    |    |    |    |    |    | 1  |    |    |    |    |    |    |    | 12 |    |    |    |    |    |    |    |    | 3  |    |    |    |    | 2  |    |    |    |    |    |    |    |    |    |    |
| Participants | Irlanda              | 25  |    |    |    |    |    |    |    | 1  |    |    | 2  |    | 1  |    |    | 2  |    |    |    | 6  |    |    |    |    |    |    |    |    |    |    |    |    |    |    | 6  |    |    |    | 7  |
| Participants | Grècia               | 140 | 12 | 3  |    |    | 12 | 6  | 5  |    | 12 |    |    |    | 7  | 4  |    | 8  |    | 8  |    |    |    |    | 7  | 2  |    | 1  | 8  | 7  |    | 10 | 5  |    | 5  |    |    | 3  | 3  |    | 12 |
| Participants | Regne Unit           | 10  | 1  |    | 2  |    |    |    |    |    |    |    |    |    |    |    | 3  |    |    |    | 4  |    |    |    |    |    |    |    |    |    |    |    |    |    |    |    |    |    |    |    |    |
| Participants | Geòrgia              | 136 |    | 12 | 8  | 7  | 4  | 4  | 6  | 7  | 5  |    | 8  | 5  |    |    |    |    | 5  | 2  | 5  | 5  |    | 12 |    | 5  | 1  | 4  |    |    | 10 |    |    | 1  | 1  | 6  | 1  |    | 5  | 7  |    |
| Participants | Turquia              | 170 | 8  |    | 12 | 3  | 6  | 10 | 10 | 12 |    | 6  | 6  | 10 | 3  | 12 | 5  | 10 |    |    | 1  |    |    | 4  |    |    | 2  |    |    | 8  |    | 3  |    | 2  | 3  | 5  | 3  | 8  |    | 8  | 10 |
| Participants | Albània              | 62  |    |    |    |    | 3  | 5  |    | 5  |    |    |    | 12 |    |    |    | 1  | 10 | 7  |    |    |    |    |    |    |    | 2  |    | 1  |    |    |    |    |    |    | 8  |    | 7  |    | 1  |
| Participants | Islàndia             | 41  |    |    |    | 2  | 8  |    |    |    |    | 3  | 4  |    | 5  |    |    | 4  | 3  |    |    |    |    |    | 6  |    | 6  |    |    |    |    |    |    |    |    |    |    |    |    |    |    |
| Participants | Ucraïna              | 108 |    | 8  | 10 | 10 |    |    | 7  |    | 6  |    |    |    |    | 2  | 7  |    |    |    |    | 2  | 7  | 6  |    | 8  |    | 3  |    | 5  | 7  | 7  |    |    |    |    |    | 7  | 1  |    | 5  |
| Participants | França               | 82  |    | 6  |    |    |    | 3  |    | 3  | 3  | 7  | 1  | 1  | 8  |    |    | 3  | 8  | 6  | 6  | 3  |    |    | 2  |    | 4  |    | 7  |    |    | 4  |    | 3  | 2  |    |    |    |    |    | 2  |
| Participants | Romania              | 162 | 5  | 1  | 7  | 1  |    | 2  |    |    | 8  | 8  |    |    |    |    |    |    | 4  | 5  | 7  | 8  | 3  | 2  | 5  | 12 | 10 | 6  | 10 |    | 3  | 6  | 1  | 7  | 10 | 10 | 4  | 5  | 2  | 2  | 8  |
| Participants | Rússia               | 90  |    | 10 | 3  | 12 |    |    |    |    |    |    | 10 |    |    |    |    |    |    |    |    | 10 | 8  | 5  |    | 10 |    |    | 2  |    |    |    | 6  |    |    |    |    |    | 4  | 10 |    |
| Participants | Armènia              | 141 |    |    |    | 5  | 7  |    | 8  |    | 7  |    |    | 4  |    | 6  | 10 | 7  | 7  |    |    | 12 | 1  |    |    | 6  |    | 5  |    | 6  | 12 | 1  | 4  |    | 8  | 1  |    | 12 | 6  | 6  |    |
| Participants | Alemanya             | 246 | 10 |    | 1  |    | 10 | 8  | 3  | 6  | 4  | 12 | 12 | 8  | 12 | 3  |    |    | 2  | 3  | 8  |    | 12 | 10 | 4  |    | 12 | 7  | 1  | 3  | 6  | 8  | 12 | 10 | 12 | 12 | 12 | 4  | 10 | 5  | 4  |
| Participants | Portugal             | 43  |    | 4  |    |    |    |    |    |    |    | 4  |    |    |    | 8  |    | 6  |    | 1  |    |    | 6  |    | 1  |    |    |    |    |    |    | 2  |    |    | 6  |    | 5  |    |    |    |    |
| Participants | Israel               | 71  | 4  |    | 5  | 8  |    | 1  |    |    | 2  |    |    |    | 10 | 1  | 4  |    |    |    |    |    |    |    |    | 1  | 5  |    |    |    |    |    | 8  | 6  |    |    |    | 10 |    | 3  | 3  |
| Participants | Dinamarca            | 149 | 2  | 5  | 4  |    | 2  |    |    | 2  |    |    | 5  | 2  | 2  |    |    |    |    | 12 | 12 | 4  | 10 | 3  | 8  |    | 8  | 12 | 4  | 12 | 1  |    | 7  | 12 | 4  | 8  |    | 2  |    |    | 6  |

### Ordre de votació
| Ordre de votació | Ordre de votació | Ordre de votació | Ordre de votació                                                                              | Ordre de votació |
| --- | --- | --- | --------------------------------------------------------------------------------------------- | ---------------- |
| 1. Romania · 2. Israel · 3. Letònia · 4. Ucraïna · 5. Islàndia · 6. Portugal · 7. Eslovàquia · 8. Alemanya · 9. Grècia · 10. Regne Unit | 11. Noruega · 12. Croàcia · 13. Irlanda · 14. Geòrgia · 15. Suïssa · 16. Estònia · 17. Lituània · 18. Bòsnia i Hercegovina · 19. Azerbaidjan · 20. Espanya · 21. Moldàvia | 22. Sèrbia · 23. ARI de Macedònia · 24. Bèlgica · 25. Suècia · 26. Malta · 27. Belarús · 28. Sèrbia · 29. Turquia · 30. Dinamarca · 31. Eslovènia · 32. Bulgària | 33. França · 34. Xipre · 35. Polònia · 36. Rússia · 37. Albània · 38. Finlàndia · 39. Armènia |                  |

### Màximes puntuacions
Després de la votació, els països que van rebre 12 punts a la Final van ser:
| N. | A                    | De                                                  |
| -- | -------------------- | --------------------------------------------------- |
| 9  | Alemanya             | DEN · SWE · FIN · NOR · ESP · SUI · SVK · EST · LAT |
| 5  | Dinamarca            | SVN · ROU · IRL · POL · ISL                         |
| 4  | Azerbaidjan          | MLT · TUR · BUL · UKR                               |
| 4  | Grècia               | BEL · GBR · ALB · CYP                               |
| 3  | Turquia              | CRO · AZE · FRA                                     |
| 3  | Armènia              | ISR · RUS · NED                                     |
| 2  | Geòrgia              | ARM · LTU                                           |
| 1  | Bèlgica              | DEU                                                 |
| 1  | Bòsnia i Hercegovina | SRB                                                 |
| 1  | Sèrbia               | BIH                                                 |
| 1  | Espanya              | POR                                                 |
| 1  | Xipre                | GRE                                                 |
| 1  | Rússia               | BLR                                                 |
| 1  | Albània              | MKD                                                 |
| 1  | Romania              | MDA                                                 |
| 1  | Belarús              | GEO                                                 |